# Acantholiparis caecus
Acantholiparis caecus is een  straalvinnige vissensoort uit de familie van slakdolven (Liparidae). De wetenschappelijke naam van de soort is voor het eerst geldig gepubliceerd in 1969 door Grinols.